# Untertatragraben

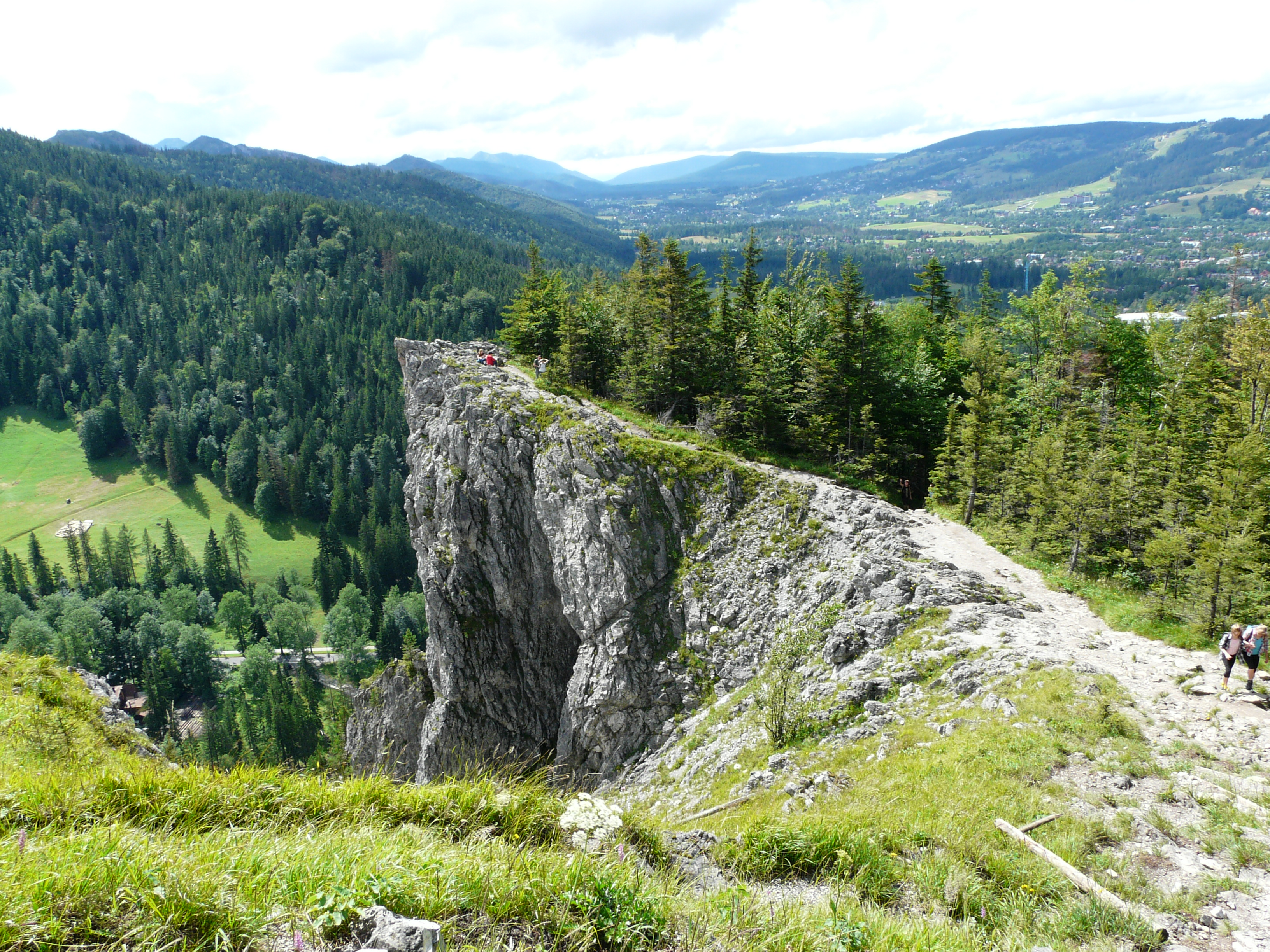
Blick von dem Berg Nosal oberhalb Zakopanes auf den Rów Podtatrzański

Der Untertatragraben in den Westkarpaten (rot hervorgehoben)

Der Untertatragraben (polnisch Rów Podtatrzański, slowakisch Podtatranská brázda) ist eine Region nördlich des Gebirgszugs der Tatra und südlich der des Gebirgszugs des Pogórze Spisko-Gubałowskie in der polnischen Woiwodschaft Kleinpolen im Bezirk Powiat Tatrzański sowie in angrenzenden Teilen der Slowakei (Landschaften Orava und Zips). Sie gehört zu der Region Podhale und ist Teil der Talsenke Obniżenie Orawsko-Podhalańskie. Die Wintersportorte Zakopane, Małe Ciche, Murzasichle und Kościelisko liegen im Rów Podtatrzański.

## Panorama

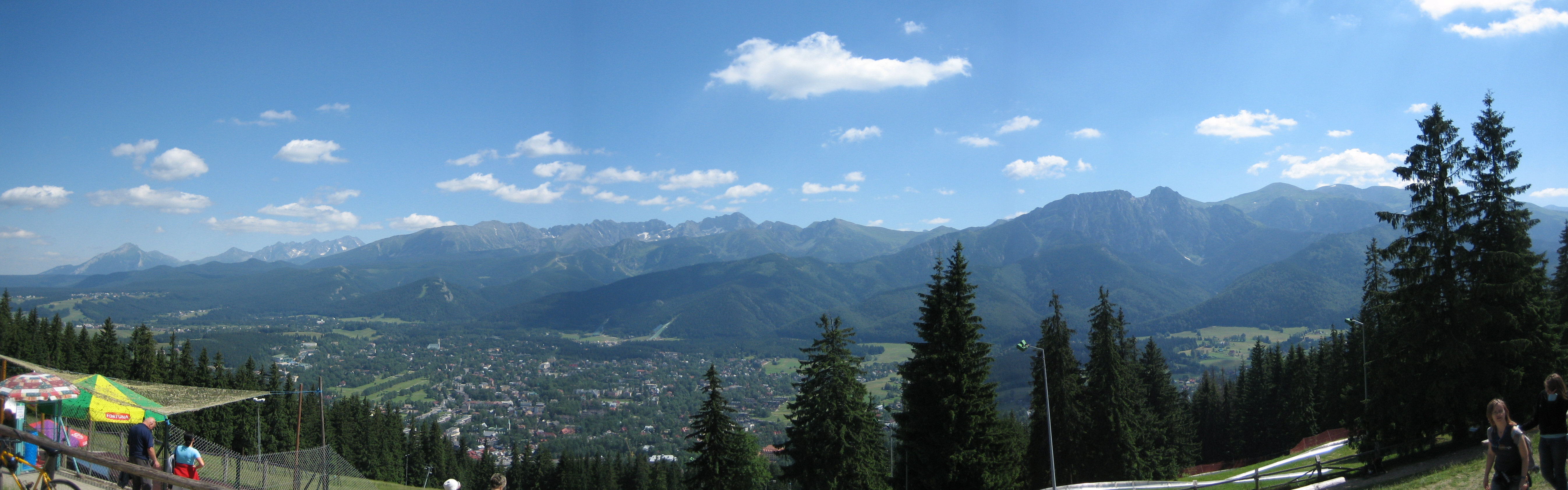
Blick von dem Berg Gubałówka auf Zakopane im Rów Podtatrzański